# Carex microstyla
Carex microstyla là một loài thực vật có hoa trong họ Cói. Loài này được J.Gay ex Gaudin mô tả khoa học đầu tiên năm 1830.